# Route I/61 (Slovaquie)
Pour les articles homonymes, voir I61 et Route 61.
La I/61 (en slovaque : cesta I. triedy 61) est une route slovaque de première catégorie reliant la frontière autrichienne à Bytča. Elle mesure 176,2 km.

## Tracé
- Autriche 9
- Région de Bratislava
  - Bratislava
  - Senec
  - Blatné
  - Kaplna
- Région de Trnava
  - Trnava
  - Červeník
  - Madunice
  - Drahovce
  - Piešťany
- Région de Trenčín
  - Horná Streda
  - Potvorice
  - Považany
  - Nové Mesto nad Váhom
  - Trenčín
  - Trenčianska Teplá
  - Dubnica nad Váhom
  - Ilava
  - Košeca
  - Ladce
  - Beluša
  - Visolaje
  - Sverepec
  - Považská Bystrica
- Région de Žilina
  - Bytča